# Вірілокальність
Вірілокальність (патрілокальність) шлюбу (від лат. vir — чоловік та лат. locus — місце) — етнографічний термін для позначення шлюбно-сімейних відносин традиційних суспільств, де наречені з покоління в покоління переходять у групу, де до шлюбу жив чоловік.